# Чишма (Актанышский район)
Чишма (тат. Чишмә) — село в Актанышском районе Республики Татарстан. Входит в состав Аккузовского сельского поселения.

## География
Село расположено вблизи границы с Республикой Башкортостан, в 17 км к югу от села Актаныш.

## История
Село Чишма основано в начале XX века. Со времени основания входило в состав Актанышской волости Мензелинского уезда Уфимской губернии. С 1920 г. в Мензелинском кантоне ТАССР. С 10.8.1930 г. в Актанышском, с 1.2.1963 г. в Мензелинском, с 12.1.1965 г. в Актанышском районах. Ныне входит в состав Аккузовского сельского поселения.
В годы коллективизации здесь организован колхоз «Чишма», впоследствии несколько раз переименовывался и реорганизовывался. С 2006 г. ООО «Чишма». Жители работают преимущественно в ООО «Чишма» (полеводство, молочное скотоводство).
В юго-восточной части села находится могильник кушнаренковской культуры (территория могильника застроена). В 300 м. к северо-западу от села располагаются 3 кургана эпохи ранней бронзы — IX-X вв. н. э. (курганы почти полностью распаханы).

## Социальная инфраструктура
В 1930 г. в селе открыта начальная школа (закрыта в 2015 г.). В селе действуют дом культуры, фельдшерско-акушерский пункт, мечеть «Навап» (с 2001 г.).

## Население
| 1913 | 1920 | 1938 | 1949 | 1958 | 1970 | 1979 | 1989 | 2002 | 2010 | 2015 |
| ---- | ---- | ---- | ---- | ---- | ---- | ---- | ---- | ---- | ---- | ---- |
| 238  | 413  | 408  | 338  | 361  | 388  | 259  | 185  | 173  | 145  | 136  |

## Известные уроженцы
- И. З. Ахметшина (р. 1938) — ученый в области нефтепромысловой технологии, кандидат технических наук, лауреат Премии Совета министров СССР.
- Ф. А. Зиязов (р. 1959) — художник, заслуженный работник культуры РТ.
- Э. Н. Фаттахов (р. 1961) — кандидат технических наук, заслуженный работник сельского хозяйства РТ, глава администрации Актанышского района РТ (в 1998—2012 гг. и с 2017 г.), министр образования и науки РТ (в 2012—2017 гг.).

С 1963 г. председателем колхоза «Чишма» работал А. Х. Хусаинов (1924—1992) — заслуженный зоотехник ТАССР, кавалер орденов Октябрьской Революции, Трудового Красного Знамени, «Знак почета».